# Герц, Густав Людвиг
Гу́став Лю́двиг Герц (нем. Gustav Ludwig Hertz; 22 июля 1887 года, Гамбург — 30 октября 1975 года, Берлин) — немецкий физик, лауреат Нобелевской премии по физике в 1925 году «за открытие законов соударения электрона с атомом» (совместно с Джеймсом Франком). Племянник знаменитого Генриха Герца.

## Биография
Густав Людвиг Герц родился 22 июля 1887 года в Гамбурге. Обучался с 1909 по 1911 год в центрах современной физики — Гёттингене, Мюнхене и Берлине. Защитил диссертацию под руководством Генриха Рубенса в Берлине и стал ассистентом в физическом институте Университета Гумбольдта в Берлине.
Совместно с доцентом того же университета, физиком Джеймсом Франком, Герц разработал в 1912—1913 годах опыты по соударению электронов с атомами, которые впоследствии оказались существенным подтверждением Боровской теории атома и квантовой механики. Эксперимент известен теперь под именем эксперимента Франка — Герца. В 1925 году Герц и Франк получили за это Нобелевскую премию по физике.
В апреле 1915 года вошёл в группу Фрица Габера по производству химического оружия, участвовал в газовой войне при Ипре.
В 1925 году возглавил на 5 лет руководство физическими лабораториями фабрики лампочек фирмы Philips в Эйндховене. Занимался там физикой газового разряда. Затем стал профессором физики в Галле и Берлине.
В 1935 году был лишён права принимать экзамены по причине еврейского происхождения (его дед по отцовской линии Густав Фердинанд Герц (1827—1914) родился в еврейской семье, впоследствии перешедшей в лютеранство), в результате чего отказался от профессуры. Хотя он и остался почётным профессором, Герц предпочёл такой полупрофессуре работу исследователя в промышленности, в исследовательских лабораториях фирмы Siemens & Halske. В 1935 году специально для него в компании была создана лаборатория Siemens-Forschungslaboratorium II.
В Siemens Герц занимался диффузионными разделительными установками лёгких изотопов, которые стали впоследствии основной технологией при обогащении урана для производства атомной бомбы, а также исследованиями в области электроакустики. По этой причине его, совместно с Манфредом фон Арденне, Максом Штеенбеком и другими атомными специалистами, специальное отделение Красной Армии в апреле 1945 года перевезло в Сухуми, где Герц в рамках Ядерной программы СССР, курируемой Л. П. Берия, возглавил исследовательскую лабораторию, состоящую из немецких специалистов.
По результатам работы института в Сухуми по представлению Берия лично Сталину Герц в 1951 году был награждён Сталинской премией второй степени совместно с Хайнцем Барвихом и Ю. А. Крутковым за исследования динамики и устойчивости каскадов газодиффузионного разделения изотопов урана, результаты которых были использованы на промышленной установке в Новоуральске.
Возвращение Герца осенью 1954 года было частью подготовки Восточной Германии к разработке атомной промышленности. Герц возглавил подготовку и стал в 1955 году руководителем научного совета по мирному применению атомной энергии при Совете министров ГДР. В этом совете была проведена вся подготовка по концентрации рассеянных до тех пор институтов в одном новом Дрезденском центральном институте ядерных исследований.
В 1954 году Герц был директором физического института в Университете имени Карла Маркса в Лейпциге, членом Академии наук ГДР и сооснователем Научно-исследовательского совета ГДР. Иностранный член АН СССР. Занимал центральное место в развитии ядерной физики в ГДР посредством издания трёхтомного учебника по ядерной физике. В 1975 году умер в Берлине. Похоронен в семейной могиле на кладбище в Гамбурге.

## Награды и признание
- 1925 — Нобелевская премия по физике
- 1951 — Сталинская премия 2-й степени
- 6 декабря 1951 — Орден Трудового Красного Знамени
- 1955 — Национальная премия ГДР 1-й степени
- 1959 — Медаль Гельмгольца

В его честь названа Премия Густава Герца.